# 山形県立新庄養護学校
山形県立新庄養護学校（やまがたけんりつ しんじょうようごがっこう）は、山形県新庄市大字金沢にある公立特別支援学校。知的障害者を教育対象とする。

## 学部
- 小学部
- 中学部
- 高等部

## 分校
最上学園分教室
所在地：〒996-0051 新庄市大字松本82-2